# 哈日族
哈日族（ハーリーズー）は、日本の現代大衆文化を好む中華圏(中国本土、香港、台湾)の若年層の総称である。

## 概要
わかり易く言うと、中華圏の「日本オタク」。
主に日本のアニメやストリートファッション、J-POP（特にジャニーズ系など）、電化製品など、日本の流行文化・大衆文化に関心がある若い世代を指す。台湾で使われ出した語句であるが、近年では香港をはじめ、中国やマカオなど、その他の中国語圏でも通用するようになった。また、親日派という単語の代わりに「日本に対して好意を持つ人」を意味する語句としても使用されている。現在「哈日」の持つ範囲は、日本の流行文化や服装に止まらず、日本の伝統文化・伝統芸能も含むようになった。またある人が、日本のある物事に夢中になると「很哈日（とってもハーリーだね）」と呼ばれる。
台湾での「哈日族」は、日本統治時代に日本語教育を受けた親日的な高齢世代の本省人ではなく、主に若者を指す言葉として用いる。
台湾における日本文化の流入について『新新聞』は以下のように報じている。

## 由来
「哈日族」は、台湾の漫画家哈日杏子の造語であり、その著書により広まった。「哈」という言葉は元々英語の「Hot」を台湾語の「哈」（ハー）に変換したもので、「ある物事に感情を持つほど求める、好きでたまらない」の意味をつけたことから来ており、哈日杏子は「いわゆる『哈日症』（日本好きの病気) とは食事は必ず日本料理、見るのは日本のドラマ、日本の映画、日本の本、聴くのは日本語と日本の歌、使うものは日本製、話すのは日本語または日本に関係すること、ぶらつくのは日系のデパート、いつも完全な日本的な世界に浸っている。そうでないと、とてもつらい」と述べている。

## 歴史
台湾はかつて、日本の統治下にあったため、台湾では日本の文化は大きな影響力を持った。
戦後国民党政府は戒厳令を敷いた統治の中で、日本のテレビドラマや映画の上映を規制したが、書籍や漫画などは脈々と中華民国の青少年に影響を与えていた。下記のギャラリーは、1951年に毎日新聞社の記者が撮影した戦後まもなくの台北市の写真であるが、国民党政府の規制にもかかわらず、日本色がかなり色濃く残っていた。

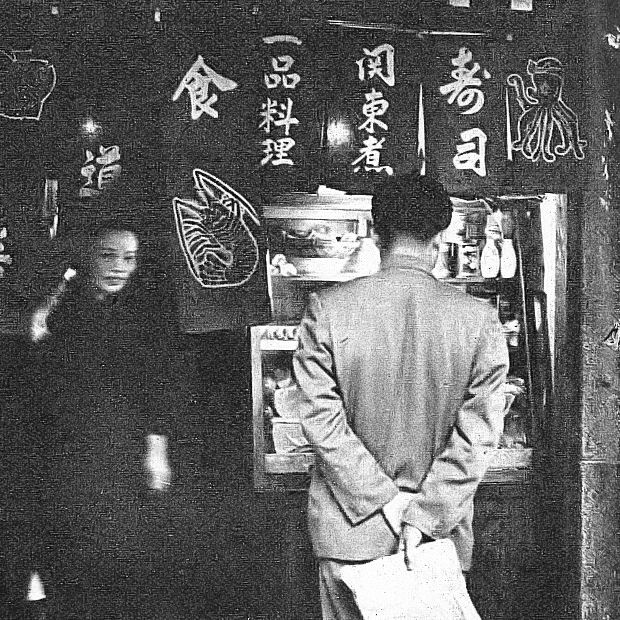
居酒屋。「寿司」「関東煮（おでん）」といった日本語の暖簾がかけられていた。
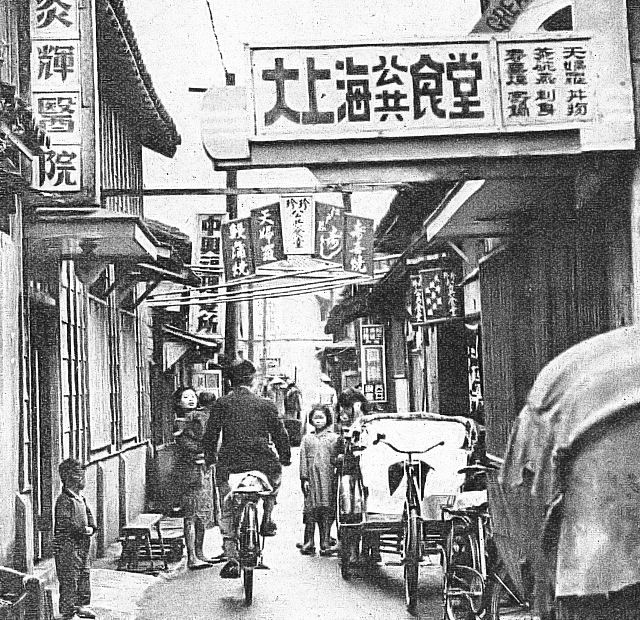
横丁。「大上海公共食堂」といった中国らしい名称の食堂の看板があるが、そこには「天婦羅」「丼物」「刺身」などの日本語のメニューが記されていた。
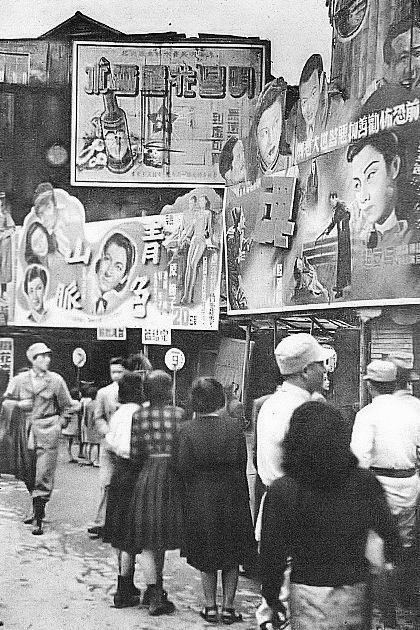
繁華街。映画館の看板に「青色山脈（青い山脈）」が掲げられ、日本映画が上映されていた。
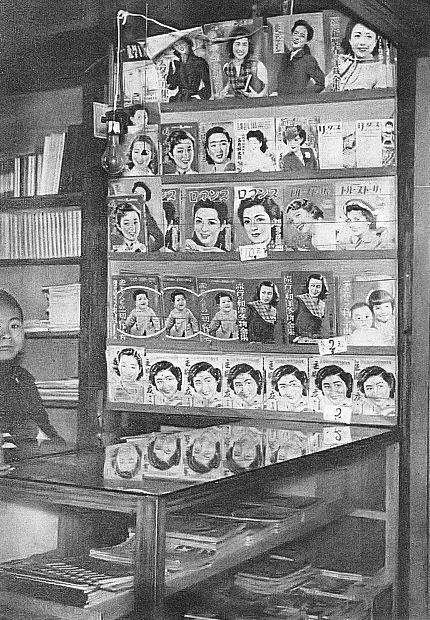
本屋。雑誌の中に「ロマンス」や「トルー・ストーリィ」といった日本語の雑誌がある。

1980年代の台湾は、日本の文化が台湾政府によって規制されており、日本のテレビ番組を放送したり、流行歌を販売することは禁止されていたが、非合法な形で日本の文化は流通しており、相撲、プロレス、NHK紅白歌合戦などの日本番組のビデオテープは、あちこちのレンタルビデオ店で取り扱われていた。1982年から日本の音楽テープを取り扱う専門店も現れ、日本のアイドルのポスターや写真も広く流通した。台湾では1980年代始めから、非合法なケーブルテレビが普及しており、当時のケーブルテレビで放送されていた番組の製作国を見ると、日本46%、欧米27%、香港16%、台湾11%であり、初期のケーブルテレビでは、日本の番組は極めて高い比重を占めていた。1992年から香港のスターが日本のトレンディドラマを放送して人気を得ると、視聴率の低下に危機感を感じた地上波テレビは日本番組の放送解禁を求め、1994年の始めに解禁された。地上波テレビはドラマを中心に日本番組を放送したが、1994年に放送されたおしんはドラマ部門視聴率の新記録となるなど高い人気を得た。1993年7月にソニーが台湾の音楽市場に参入し、多数の日本の芸能人も台湾を訪れるようになった。
戒厳令解除後李登輝による民主化の流れの中で、1988年にパラボラアンテナの設置が解禁され、NHK衛星放送の受信を初めとして日本の映画やテレビドラマが解放されると、「哈日族」になることはいっそう容易になった。

## 実態
哈日族の聖地西門町で、日本で流行している服やアクセサリー、携帯のストラップなどを大量に購入し、また日本の流行雑誌を参考し、日本人の化粧の仕方を勉強する。これとは別にもっと深くこだわる哈日族は「知日派」と呼ばれる。
知日派の日本語能力は大方高く、日本の文化や精神など高いレベルの部分から日本を参考にする。たとえば定期的に日本に旅行に行き温泉につかったり、日本の書籍や新聞・雑誌を読んだりして、日本の政治や経済を進んで勉強する。
哈美族（ハーメイズー）という哈日族から派生した語句もある。中国語文化圏におけるアメリカニゼーションである（アメリカは中国語で美国）。
1999年の夏、ハローキティが台湾で大流行し、台湾マクドナルド店で「ハローキティ騒動」が勃発した。台湾のマクドナルド各店では、販売促進のため、ハローキティ人形を、1ヶ月で計4タイプ、マックセットを注文した客には69ニュー台湾ドル、ハローキティ人形だけの場合には119ニュー台湾ドルで販売したところ、台湾のマクドナルド各店では開店前の夜中から長い行列ができ、50万個用意したハローキティ人形は開店とほぼ同時に売り切れ、台湾のマクドナルド各店は販売を正午に変更するなどして対応したが、その後も毎週販売とほぼ同時に売り切れとなり、行列を待つ人の間での暴力事件も起きた。ハローキティは、アジアでの人気が特に高く、香港のマクドナルド各店も1999年7月にハローキティ人形を販売したが、全部で250万個のハローキティ人形は3日で売り切れた。また、ハーモニーランドの1998年の外国人観光客の80%が香港人であり、1999年は70%が台湾人である。
台湾では図書の輸出入に関しては行政院新聞局の審査が必要なため、言語別の輸出入冊数の統計が公開されており、その統計によると、全輸入図書に占める日本語の割合は、1990年には5%であったが、1997年には10.1%となっている。輸入雑誌に占める日本語の比率は、1990年の15.7%から1997年の22.1%へと増加しており、金石堂書店の1997年の雑誌ベストセラーのランキングの6位に『non-no』が入っている。
台湾全土の住民を対象とした市場調査（『1997 ICP行銷資料年鑑』)における「最も好きな音楽」の回答比率では、日本の演歌はあまり変化はみられないが（1991年の4.0%、1993年の5.3%、1996年の4.8%）、J-POPについては1991年の7.3%、1993年の9.3%、1996年の12.8%と一貫して「好き」の比率が増加しており、1994年頃から日本のトレンディドラマが台湾の衛星放送局で放送されて人気を博しており、これがJ-POPの人気の高まりと関係しているとみられる。
台湾の雑誌『動脳』は、哈日族の特徴を、東方広告公司の市場調査に基づいて以下のようにまとめている。
1. 女性がやや多い、若者が多い、高学歴、北部の住民が多い、学生・サービス業・事務職が多い、家庭収入が高い。
2. C-POP、J-POP、洋楽の全てについて好きな率は全体平均を上回っているが、J-POPは全体が13.3%なのに対して哈日族は38.7%と差が大きい、漫画専門店（貸本屋)によく行く。
3. 流行娯楽情報への接触度が高い、日本のドラマをよく見るが、アメリカのドラマも全体平均よりよく見ている。
4. 友達付き合いが上手、休日のスポーツなどに満足度が高い、個性のある商品を好む、ロマンチックで流行的な生活にあこがれている、新しい情報に注意を払っている、広告重視、ブランド志向、外出時に化粧をきちんとする。

## 哈日族に対する分析
比較的親日的とされる台湾においても日本文化に反感をもつ人はみられ、特に、中国大陸から台湾に移住した外省人の哈日族に対する以下のような批判がある。

理解できないのは、こんなに多くの者がなぜ日本好きなのかということである。あちこちに日本製品があふれている。「ハローキティ」、「メロディー」、「たれぱんだ」、「団子3兄弟」...ここは日本かと思うくらいだ。我々自身の文化に関心を払う者は誰かいるのか? 古いことを持ち出すつもりは毛頭ないが、彼ら「哈日族」が歴史の勉強をしたことがあるのかどうかを私は知りたい。日本の中国侵略が中国に与えた苦しみは、人々の心の奥深くに埋もれてしまった、とでも言うのだろうか。我々は「徳を以って怨みに報いる」という独特の美徳で日本人を許したが、日本の高官たちが歴史の事実を認めないでいることは、我々にとって不可思議である。新しい世代の日本人はもう戦争に責任をもつ必要はないかもしれない。私自身にも日本人の友人がいる。しかし、それでも私は「哈日族」の行為は、次のように日本政府に言っているように見えるのだ - 「また侵略することを歓迎します!」

1997年に神戸市で中学生による幼児殺害事件が発生時、台湾の新聞『聯合報』には以下のような意見が掲載されており、実際、台湾で流通しているアダルトビデオや漫画はほとんどが日本製であり、低級な日本文化が多く流通しているという指摘は正しく、台湾と日本の文化的な類似性、台湾では規制が比較的強いことが、日本から低級な文化が多く流入する原因となっている。
李其南は、日本のたまごっちやハローキティ、香港の砵仔糕、アメリカのマクドナルド、オーストラリアのコアラなど、台湾の文化が諸外国から来た消費文化に破壊されており、こうしたことが続くと台湾の独自文化は失われてしまうとして、文化政策の重要性を訴えている。
李永熾は、日本文化だけが流行文化ではないのに、台湾では日本の流行文化ばかり取り入れるのが早く、台湾は海外から文化を一方的に取り入れるのではなく交流の視点が必要だと強調している。
林水福は、台湾の若者が日本文化の浅薄な部分のみしか学んでおらず、台湾で取り入れられている日本文化は、アイドルやアダルトビデオなど日本文化の低級な部分ばかりであり、日本のよい点は、全く取り込まれていないと批判しており、哈日族は必ずしも日本文化に対する深い理解を伴っているわけではなく、親日・反日という次元で解釈できるものというよりは、表面的な流行行動と解釈した方が妥当と指摘している。
粛素翠は、高校生と大学生を対象としたアンケート調査によって哈日族の属性を分析しており、それによると、若者の日本流行文化の好みと外省人・本省人といった民族的な特徴は関係がなく、哈日族が親日・反日というレベルとは無関係であることを示唆しており、哈日族の特徴として、年齢が若いことと、ブランド志向を指摘している。